# اعدامی
اعدامی فیلمی به کارگردانی محمدباقر خسروی ساخته سال ۱۳۵۹ است.

## داستان فیلم
مرد نیمه دیوانه ای که با تفنگ بادی و تخته نشانه امرار معاش می‌کند. شبها که در خانه است، اسکناسها را روی تخته می‌چسباند و چشم شاه را نشانه می‌رود. به تدریج که تعداد اسکناسهای سوراخ شده زیاد می‌شود، ساواک گمان می‌برد که یک شبکه خرابکار از این طریق برنامه ای در پیش دارد. با گماردن مأموران و جاسوسان خود، اسکناسهای سوراخ شده ردیابی می‌شود و عاقبت، عامل سوراخ کردن چشم شاه برروی اسکناسها دستگیر می‌شود و به شاه خبر می‌دهند که رهبر یک شبکه بزرگ خرابکاری، دستگیر شده‌است.

## نقد و بررسی
ماهنامه فیلم در شماره دوم خود دربارهٔ فیلم اینگونه می‌نویسد، "فیلم، سوژه خوبی دارد که می‌توانست اعدامی را تبدیل به یک اثر خوب کمدی-انتقادی کند. اما از یک طرف نیم حضور پرویز فنی زاده که در اوایل فیلمبرداری این فیلم درگذشت و ادامه نقش او به رضا کرم رضایی سپرده شد، و از سوی دیگر تاکیدهای عاطفی فیلمساز بر روی مسائل رقت‌انگیز - از جمله فقر - سبب شده‌است که مایه‌های کمیک فیلم کم رنگ شود. با این حال، لحظه‌های بالقوه گیرای کمدی در فیلم وجود دارد که در عمل، تنها بخشی از بار این لحظه‌ها نمایان شده و آن را از فیلمهای دیگری که پس از انقلاب دربارهٔ ساواک ساخته شده، متمایز کرده‌است.
نکته دیگر مربوط به تفاوتهای اساسی بازی فنی زاده و کرم رضایی در یک نقش است. فنی زاده، به‌خوبی در همان چند صحنه، یک عاقل دیوانه نما را تداعی می‌کند، درحالی که کرم رضایی، نقش یک دیوانه را بازی می‌کند. به علاوه که چون از قبل اعلام نمی‌شود که این دونفر در واقع یک نقش را بازی می‌کنند، برای برخی از تماشاگران، مسئله حضور فنی زاده و نقش او در داستان، تا نزدیکیهای پایان فیلم به صورت یک معما باقی می‌ماند. شخصیت عاقل دیوانه نما، با آن کاری که انجام می‌دهد (سوراخ کردن چشم شاه برروی اسکناسها) بی شک باید دارای زمینه‌های قبلی با ابعاد اجتماعی باشد اما فیلم در تحلیل شخصیت او ناتوان است، و اصلاً کوششی در این جهت نمی‌کند."